# Qendër Piskovë
Qendër Piskovë è una frazione del comune di Përmet in Albania (prefettura di Argirocastro).
Fino alla riforma amministrativa del 2015 era comune autonomo, dopo la riforma è stato accorpato, insieme agli ex-comuni di Çarshovë, Frashër, Përmet e Petran a costituire la municipalità di Përmet.